# Buddy Hackett
Buddy Hackett pseudonimo di Leonard Hacker (New York, 31 agosto 1924 – Malibù, 30 giugno 2003) è stato un attore statunitense.

## Biografia

### Primi anni
Buddy Hackett nacque col nome di Leonard Hacker, a Brooklyn, famoso quartiere di New York, con eredità ebree dal padre tappezziere. La famiglia visse nell'area di Williamsburg, di Brooklyn, a Kosciuszko Street 504. Lui crebbe tra la 54° e la 14° Ave, nel Parco Borough, Brooklyn, attraverso la PS 103 (ora Yeshiva). Li frequentò la Scuola Pubblica 103 e poi passò al Liceo di New Utrecht. Dopo la scuola, si dedicò in lavori, come droghiere e segretario di un dottore. Mentre era ancora al liceo, Hackett cominciò ad apparire in varie discoteche, cominciando con la "Borscht Belt", ricorsa nel Catskills. Il suo primo spettacolo avvenne al Golden Hotel di Hurleyville, ma non fu un immediato successo.
Hackett servì per tre anni nell'unità contraerea, durante la Seconda guerra mondiale. Poi si sposò ed ebbe un figlio e due figlie.

### Carriera
Il primo lavoro di Hackett, dopo la guerra, fu al Pink Elephant, in un club in Brooklyn. Fu qui dove adottò il nome d'arte di "Buddy Hackett". Fece, in seguito, apparizioni a Los Angeles e a Las Vegas e continuò nel Catskills. Operò, poi, a Broadway, in Lunatics and Lovers, dove fu notato da Max Liebman, che lo portò alla televisione. Nei tardi anni '40, l'amico Jules White gli chiese se avrebbe gradito sostituire Curly Howard nel gruppo comico I tre marmittoni, ma Hackett declinò l'offerta.
La carriera cinematografica di Hackett cominciò nel 1950, per la Columbia Pictures. Con 10 minuti "World of Sports", Hackett fu chiamato per King of the Pins. Il film parla di un campionato di bocce, insieme a Joe Wilman che dimostra il modo corretto del gioco e Hackett esemplificando il modo sbagliato. Hackett tornò a girare film nel 1953, dopo le varie routine di discoteca. Nel film "Il cameriere cinese", satireggiò il dialetto pesante, la frustrazione ed i problemi di comunicazione incontrati da un cameriere occupato in un ristorante cinese. Con le continue routine nelle discoteche, Hackett ne fece un'incisione e fu possibile fare film, nel 1953 con la Technicolor, come Walking My Baby Back Home, prodotta dalla Universal-International.
Nel 1954 Hackett recitò nel film comico Fireman Save My Child, in sostituzione di Lou Costello, costretto a lasciare il set per gravi problemi di salute. La Universal-International sostituì la coppia Abbott and Costello con Hugh O'Brian e Hackett, affiancati a Spike Jones e alla sua band The City Slickers. Hackett è conosciuto maggiormente dal pubblico per le sue apparizioni in programmi televisivi e telefilm, tra cui la sit-com Stanley, accanto a Carol Burnett e nello show The Tonight Show Starring Johnny Carson.
Dopo essere stato protagonista a Broadway nella commedia If I Had a Ball, Hackett affiancò Robert Preston nel film musicale Capobanda (1962), e l'anno successivo apparve nel film Questo pazzo, pazzo, pazzo, pazzo, mondo (1963) di Stanley Kramer, mentre nel 1968 ebbe un successo mondiale con la pellicola Un Maggiolino tutto matto. Hackett fu anche doppiatore di alcuni film d'animazione, come La sirenetta (1989) e La sirenetta II: ritorno agli abissi (2000), nel ruolo di Scuttle. Negli ultimi anni della sua vita, lui e la moglie fecero costruire il Sinigita Animal Sanctuary, nella San Fernando Valley, California.

### Morte
Hackett morì il 30 giugno 2003, nella sua casa al mare di Malibù, California, all'età di 78 anni. Il figlio, Sandy, affermò che il padre soffriva da molti anni di diabete, aggravato dall'obesità. Dopo il funerale, il corpo di Hackett venne cremato e le ceneri sono state distribuite a parenti ed amici.

## Filmografia parziale

### Cinema
- Walking My Baby Back Home, regia di Lloyd Bacon (1953)
- Fireman Save My Child, regia di Leslie Goodwins (1954)
- Il piccolo campo (God's Little Acre), regia di Anthony Mann (1958)
- Tutti pazzi in coperta (All Hands on Deck), regia di Norman Taurog (1961)
- Capobanda (The Music Man), regia di Morton DaCosta (1962)
- Avventura nella fantasia (The Wonderful World of the Brothers Grimm), regia di Henry Levin, George Pal (1962)
- Questo pazzo, pazzo, pazzo, pazzo mondo (It's a Mad, Mad, Mad, Mad World) regia di Stanley Kramer (1963)
- Un Maggiolino tutto matto (The Love Bug), regia di Robert Stevenson (1968)
- Il grande giorno di Jim Flagg (The Good Guys and the Bad Guys), regia di Burt Kennedy (1969)
- S.O.S. fantasmi (Scrooged), regia di Richard Donner (1988)
- Paulie - Il pappagallo che parlava troppo (Paulie) (1998)

### Televisione
- La grande vallata (The Big Valley) – serie TV, episodio 2x01 (1966)
- The Danny Thomas Hour – serie TV, episodio 1x04 (1967)
- Quincy (Quincy, M.E.) – serie TV, episodi 2x01-2x02 (1977)
- La signora in giallo (Murder, She Wrote) – serie TV, episodio 3x18 (1987)
- Sabrina, vita da strega (Sabrina, the Teenage Witch) – serie TV, 1 episodio (1998)

### Doppiaggio
- La sirenetta (The Little Mermaid) (1989) - voce
- La sirenetta II - Ritorno agli abissi (The Little Mermaid II: Return to the Sea) (2000) - voce

## Doppiatori italiani
Nelle versioni in italiano delle opere in cui ha recitato, Buddy Hackett è stato doppiato da:
- Pino Locchi in Il piccolo campo[1], Questo pazzo, pazzo, pazzo, pazzo mondo, Un Maggiolino tutto matto
- Franco Latini in Capobanda, Avventura nella fantasia
- Francesco Vairano in S.O.S. fantasmi
- Silvio Spaccesi in La signora in giallo
- Dante Biagioni in Paulie - Il pappagallo che parlava troppo

Come doppiatore è sostituito da:
- Marco Mete in La sirenetta, La sirenetta II - Ritorno agli abissi